# باي خاتون الدمشقية
باي خاتون بنت علي بن محمد بن عبد البر بن يحيى الدمشقية (775 هـ - 864 هـ) محدثة من بيت علم ورياسة وحشمة، دؤوبة على سماع وإسماع الحديث النبوي الشريف.
سمعت من التقي أبي بكر بن محمد بن عبد الرحمن المزي، والكمال بن النحاس، والشهاب أحمد بن عبد الغالب الماكسيني، وأجاز لها أبو العباس بن العز، وناصر الدين بن داود، وحدثت بالشام ومصر، وكان مسكنها في الشام ثم نقلها الظاهر جقمق إلى القاهرة لاعتنائه بها، وسكنت بحكر المرسينة من قناطر السباع.